# 디나모 리가

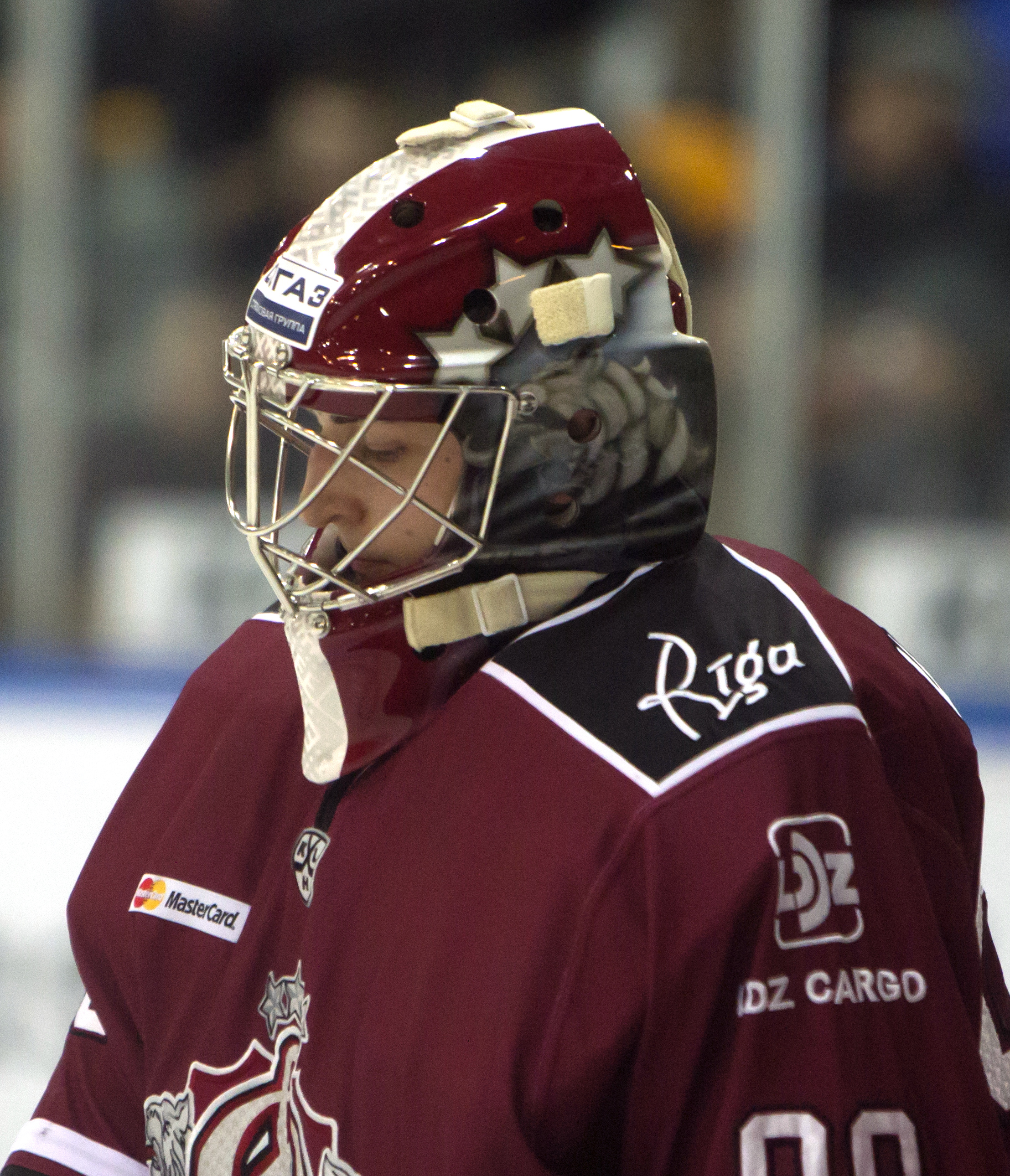

디나모 리가(Rīgas Dinamo)는 2008년 창단한 라트비아 리가의 프로 아이스하키 팀이다. 현재 콘티넨탈 하키 리그 서부 콘퍼런스 보브로브 지구에 참가하고 있으며 홈구장은 아레나 리가이다.
팀은 2008년, 1946년부터 1995년까지 활동하였던 디나모 리가를 승계하여 창단하였으며 현재 마이너 하키 리그의 HK 리가와 연계하고 있다.